# 宇都宮市立新田小学校
 宇都宮市立新田小学校（うつのみやしりつ しんでんしょうがっこう）は、栃木県宇都宮市針ヶ谷にある公立小学校。

## 沿革
- 1983年5月7日 - 仮称第56小学校校舎建築着工・この日を創立記念日とする
- 1984年
  - 4月1日 - 宇都宮市立新田小学校として開校
  - 4月5日 - 入校式（宇都宮市立五代小学校、宇都宮市立雀宮南小学校、宇都宮市立姿川第一小学校より入校
  - 4月7日 - 開校式挙行
  - 12月 - 体育館完成、校旗制定
- 1985年1月 - 校歌制定
- 1985年2月 - 開校記念式典挙行
- 1987年1月 - 石碑建立
- 1991年9月 - 教材園完成
- 2012年3月 - 体育倉庫・雑品庫建替え

## 通学区域
- 宇都宮市
  - 西川田東町の一部[1]
  - 針ケ谷町の一部
  - 針ケ谷1丁目
  - 兵庫塚町の一部
  - 兵庫塚1丁目 - 3丁目
  - みどり野町の一部
  - 幕田町の一部
  - 若松原3丁目の一部

## 針ヶ谷新田古墳群
新田小学校の場所には、針ヶ谷新田古墳群の遺跡地があった。この遺跡には4つの古墳があったが、3基が学校敷地となるため、1号墳と3号墳は発掘調査後に整地され校舎を建設、2号墳は少し土を盛り、直径約10m、高さ約1mの古墳として、新田小学校の裏庭に保存している。4号墳は学校の東にある林の中に現存する。

## 関係者

### 出身者
- せきぐちゆき - シンガーソングライター[3]